# 토끼 (동요)
〈토끼〉(うさぎ 우사기[*])는 작사 및 작곡가 미상의 일본 동요이다. 십오야의 달님을 보고 뛰는 토끼의 모습을 그리고 있다.

## 개요
일본 문부과학성의 소학교 학습지도요령에서 3학년 음악의 표현 교재로 사용되고 있는 일본 고전 동요이다. 에도 시대부터 불러왔다고 알려져있으며, 1892년(메이지 25년) “소학 가창 (ニ)”(小学唱歌 (ニ) )에서 처음으로 교재에 게재됐다. 당시의 가사는 ‘なに見てはねる 나니 미테 하네루[*]→뭐 보고 뛰는 거야’의 부분이 ‘なに"を"見てはねる 나니"오" 미테 하네루[*]→뭐"를" 보고 뛰는 거야’였지만, 1941년(쇼와 16년)의  “노래의 책 (하)”(ウタノホン (下) )부터 "を 오[*]→을" 문자가 없어졌다. 일본의 전통적인 음계로 이뤄진 선율은 어린이 노래만이 아닌  샤미센이나 고토 등의 일본 악기 연습곡으로도 사용된다.

## 가사
| “ | うさぎ うさぎ なに見て はねる 十五夜 お月さま 見て はねる | ” |

| “ | 토끼야 토끼야 뭘 보고 뛰는 거야 십오야 달님을 보고 뛰는 거야 | ” |
|   | — 가사 해석                                                  |   |

## 이 노래가 사용된 작품 등
- 극상 파로디우스 ~과거의 영광을 찾아서~ - 1994년에 코나미(현재 코나미 홀딩스)에서 발매된 슈팅 게임이다. 스테이지 6의 BGM으로 이 곡이 사용되고 있다.
- 1920년에 모토오리 나가요가 작곡한 동요 ‘십오야 달님’(十五夜お月さん)에서는 미야코부시 음계의 이 노래의 선율이 사용되고 있다[3][4]。